# Lockheed Martin RQ-170 Sentinel
Il Lockheed Martin RQ-170 Sentinel è un aeromobile a pilotaggio remoto (APR) da ricognizione sviluppato dall'azienda statunitense Lockheed Martin negli anni duemila ed impiegato dall'United States Air Force (USAF), l'aeronautica militare statunitense, e dalla Central Intelligence Agency (CIA).

## Sviluppo
È stato utilizzato nell'operazione Operation Enduring Freedom in Afghanistan, come aereo da ricognizione.
Secondo alcuni giornalisti, la sua fusoliera ricorda molto altri modelli della Lockheed, come il Polecat e l'RQ-3.
Si suppone che la sua ala volante possa contenere sensori, alloggiati nella parte superiore dell'ala. Di questo velivolo, ben pochi dettagli sono noti, ma si stima che la sua apertura alare sia di tra i 20 e i 27 metri, a seconda delle diverse fonti.
La sigla "RQ" introdotta nel nome di questo velivolo, RQ-170 Sentinel, indica che non trasporta alcun armamento.
Dovrebbe andare a sostituire il Lockheed U-2.

## Operatività
Nel corso dell'anno 2011, il New York Times ha pubblicato diverse volte la notizia che l'RQ-170S era presente in Iran per spiare i programmi missilistici e nucleari del paese. Il 4 dicembre 2011, la Fars News Agency ha riportato che uno di questi velivoli è stato abbattuto dopo aver violato lo spazio aereo iraniano. Il Pentagono da parte sua ha inizialmente dichiarato di aver perso il controllo di un UAV durante "una missione di volo su Afghanistan occidentale". Successivamente hanno cambiato la loro versione dichiarando che si trattava effettivamente di un RQ-170S.
Fonti iraniane dichiarano che il 4 dicembre 2011, un RQ-170 Sentinel è stato dirottato con un software speciale e fatto atterrare mentre sorvolava l'Iran. Mentre fonti militari statunitensi dicono che il mezzo avesse un malfunzionamento.
È stato mostrato dagli iraniani con la parte inferiore debitamente coperta, forse per nascondere i danni provocati da un atterraggio di fortuna.Captured US drone (RQ-170) - Iran TV

## Utilizzatori
Stati Uniti
- United States Air Force
  - Air Combat Command
    - 432d Air Expeditionary Wing – Creech Air Force Base, Nevada
      - 30th Reconnaissance Squadron – Tonopah Test Range Airport, Nevada